# Chris Casement
Christopher Casement, detto Chris (Belfast, 12 gennaio 1988), è un calciatore nordirlandese, difensore dell'Ipswich Wanderers.

## Palmarès

### Club

#### Competizioni giovanili
- FA Youth Cup: 1

Ipswich Town: 2004-2005

#### Competizioni nazionali
- Coppa di Scozia: 1

Dundee United: 2009-2010
- Campionato nordirlandese: 7

Linfield: 2009-2010, 2010-2011, 2011-2012, 2016-2017, 2018-2019, 2019-2020, 2020-2021
- Coppa dell'Irlanda del Nord: 5

Linfield: 2009-2010, 2010-2011, 2011-2012, 2016-2017, 2020-2021
- Coppa di Lega nordirlandese: 1

Linfield: 2018-2019